# Noordelijk kampioenschap hockey heren 1931/32
Het Noordelijk kampioenschap hockey heren 1931/32 was de 4e editie van deze Nederlandse hockeycompetitie. De competitie werd gehouden onder leiding van de Noordelijke Hockey Bond.

## Competitie
De verenigingen waren opgedeeld in een afdeling Friesland en een afdeling Groningen. Kampioen van de afdeling Friesland werd Rap. uit Leeuwarden. De uittredende kampioen, HHC, slaagde er dit jaar slechts in één schamel puntje te veroveren en eindigde kansloos onderaan. Kampioen van de afdeling Groningen werd DBS. In Friesland was er net als het voorgaande jaar slechts één competitie voor heren en daarnaast was er ook een competitie voor dames. In Groningen was er voor het eerst een competitie voor dames alsmede een eerste en een tweede klasse voor heren. In de tweede klasse speelden de tweede elftallen van de verenigingen uit de eerste klasse. Alleen debutant HCW uit Winschoten speelde niet met een elftal in de tweede klasse.
Evenals het voorgaande jaar werd dit jaar besloten de strijd om de titel in een uit- en een thuiswedstrijd te beslechten. Op 28 februari 1932 vond het eerste duel plaats in het Stadspark te Groningen. Rap. won met 1-2. De return op 20 maart werd door DBS gewonnen met 2-5. Een beslissingswedstrijd was hierdoor noodzakelijk geworden. Deze vond plaats op 17 april op het terrein van HHC te Oranjewoud. DBS liet er door een 7-1-overwinning geen misverstand over bestaan wie het meeste recht had op de noordelijke titel. Het was reeds het vierde achtereenvolgende kampioenschap van de Groninger studenten.

## Promotie en degradatie
Er was dit seizoen wederom geen sprake van promotie of degradatie.

## Eindstand Friesland
| pos | club  | gs | w | g | v | pnt | dv | dt | ds  |
| --- | ----- | -- | - | - | - | --- | -- | -- | --- |
| 1.  | Rap.  | 6  | 5 | 1 | 0 | 11  | 25 | 10 | +15 |
| 2.  | LHC   | 6  | 2 | 2 | 2 | 6   | 9  | 13 | -4  |
| 3.  | Sneek | 6  | 1 | 2 | 3 | 4   | 11 | 12 | -1  |
| 4.  | HHC   | 6  | 1 | 1 | 4 | 1   | 11 | 21 | -10 |

## Eindstand Groningen, 1e klasse
| pos | club | gs | w | g | v | pnt | dv | dt | ds  |
| --- | ---- | -- | - | - | - | --- | -- | -- | --- |
| 1.  | DBS  | 8  | 5 | 2 | 1 | 12  | 24 | 10 | +14 |
| 2.  | GHC  | 8  | 4 | 1 | 3 | 9   | 20 | 11 | +9  |
| 3.  | GCHC | 8  | 3 | 2 | 3 | 8   | 10 | 19 | -9  |
| 4.  | GHBS | 8  | 3 | 1 | 4 | 7   | 21 | 24 | -3  |
| 5.  | HCW  | 8  | 1 | 2 | 5 | 4   | 10 | 21 | -11 |

## Kampioenscompetitie
1928/29 · 1929/30 · 1930/31 · 1931/32 · 1932/33 · 1933/34 · 1934/35 · 1935/36 · 1936/37 · 1937/38 · 1938/39 · 1939/40 · 1940/41 · 1941/42 · 1942/43 · 1943/44 · 1944/45 · 1945/46 · 1946/47 · 1947/48 · 1948/49 · 1949/50 · 1950/51 · 1951/52 · 1952/53 · 1953/54 · 1954/55 · 1955/56 · 1956/57 · 1957/58 · 1958/59 · 1959/60 · 1960/61 · 1961/62 · 1962/63 · 1963/64 · 1964/65 · 1965/66 · 1966/67 · 1967/68 · 1968/69 · 1969/70 · 1970/71 · 1971/72 · 1972/73